# Simpson Glacier Tongue
Simpson Glacier Tongue är en glaciär i Antarktis. Den ligger i Östantarktis. Nya Zeeland gör anspråk på området. Simpson Glacier Tongue ligger 14 meter över havet.
Terrängen runt Simpson Glacier Tongue är varierad. Havet är nära Simpson Glacier Tongue åt nordost. Trakten är obefolkad. Det finns inga samhällen i närheten.